# 諾斯伯勒 (愛荷華州)
諾勒伯勒（英語：Northboro）是一個位於美國愛荷華州佩奇縣的城市。

## 地理
諾勒伯勒的座標為40°36′28″N 95°17′29″W / 40.60778°N 95.29139°W，而該地的平均海拔高度為332米（即1089英尺）。

## 人口
根據2010年美國人口普查的數據，諾勒伯勒的面積為0.67平方千米，當中陸地面積為0.67平方千米，而水域面積為0.00平方千米。當地共有人口58人，而人口密度為每平方千米86人。